# Adansonia perrieri
Adansonia perrieri ist eine Pflanzenart der Gattung Affenbrotbäume (Adansonia) in der Familie der Malvengewächse (Malvaceae). Sie ähnelt Adansonia digitata, hat aber aufrechte, gelbe Blüten.

## Beschreibung

### Vegetative Merkmale
Adansonia perrieri sind mittelgroße bis große, massige, 20 bis 25 Meter (selten 30 Meter) hohe Laubbäume mit blassgrauer glatter Rinde. Ausgewachsene Blätter sind handförmig geteilt mit 5 bis 9 Teilblättern und sitzen an bis 13 Zentimeter langen Blattstielen. Die filzige Blattspreite ist verkehrt eiförmig-spatelig, 8 bis 12 Zentimeter lang und 3 bis 4,5 Zentimeter breit. Der Blattrand ist ganzrandig.

### Blütenstände und Blüten
Die einzelnen Blüten sind aufrecht. Ihre Kelchblätter sind 15 Zentimeter lang und 1 bis 1,5 Zentimeter breit. Die gelbe, schmal eiförmige Blütenkrone ist 17 Zentimeter lang und 3 bis 4,5 Zentimeter breit. Die zahlreichen Staubblätter sind zu einer bis 12 Zentimeter langen Röhre mit 1,5 bis 2,5 Zentimeter langen freien Spitzen verwachsen.
Die Blütezeit reicht von November bis Dezember.

### Früchte
Die im Oktober und November reifenden länglichen Früchte werden bis 16 bis 22 Zentimeter lang und 8 bis 14 Zentimeter breit. Sie enthalten nierenförmige, seitlich abgeflachte Samen.

## Systematik, Chromosomenzahl und Verbreitung
Adansonia perrieri ist endemisch an der Nordspitze von Madagaskar verbreitet. Es sind nur wenige Populationen bekannt.
Die Erstbeschreibung wurde 1960 von René Paul Raymond Capuron vorgenommen. Die Art wurde zu Ehren von Henry Perrier de la Bâthie benannt.
Die Chromosomenzahl ist {\displaystyle 2n=88}.

## Verwendung
Die Früchte werden gegessen.

## Gefährdung
Adansonia perrieri wird in der Roten Liste gefährdeter Arten der IUCN als „Critically Endangered (CR)“  vom Aussterben bedroht eingestuft.

## Nachweise